# 미야게가시

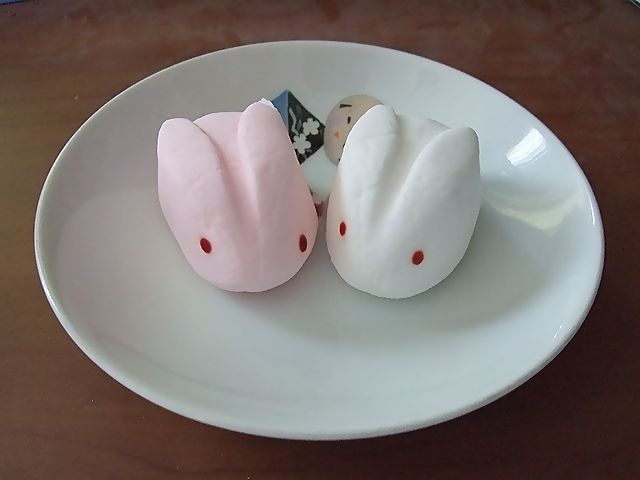
유키우사기

미야게가시(일본어: 土産菓子)는 일본에서 선물로 판매되는 것을 목적으로 만들어진 과자이다.